# Constructive alignment
La alineación constructiva es un principio utilizado para diseñar la enseñanza, las actividades de aprendizaje, y tareas de evaluación, que directamente dirige los resultados de aprendizaje pretendidos (RAPs) en una manera no típicamente conseguido en clases magistrales , exámenes y tutoriales. La alineación constructiva fue ingeniada por el Profesor John B. Biggs, y representa un matrimonio entre un entendimiento constructivista de la naturaleza de aprender, el diseño de educación basada en desenlaces.
La alineación constructiva es el concepto detrás de los requisitos actuales para especificación de los programas, objetivos de aprendizaje y criterios de valoración, y el uso de valoración basada en criterios. Hay dos conceptos básicos detrás de alineación constructiva:
- Los estudiantes construyen significado de lo que hacen para aprender. Este concepto deriva de psicología cognitiva y teoría constructivista, y reconoce la importancia de enlazar material nuevo a conceptos y experiencias en la memoria del estudiante, y la extrapolación a escenarios futuros posibles vía la abstracción de principios básicos a través de reflexión.
- El profesor hace una alineación deliberada entre las actividades de aprendizaje previstas y los resultados de aprendizaje. Esto es un esfuerzo consciente para proporcionar  el estudiante con un objetivo claramente especificado, un buen diseño de aprendizaje de una actividad o actividades que es apropiado para la tarea, y una buena diseñada evaluación para dar retroalimentación al estudiante.

Una rama de teoría de evaluación educativa ha emergido que foco en alineación constructiva como elemento clave en diseño  educativo eficaz. Conocida como evaluación centrada en el diseño, este abordaje busca retroalimentación estudiantil para evaluar la eficacia de la alineación entre los resultados de aprendizaje pretendidos y las actividades de enseñanza durante un curso de estudio.